# Saco–SR-konflikten
Saco–SR-konflikten var en arbetsmarknadskonflikt inom den statliga och kommunala arbetsmarknaden i Sverige under februari-mars 1971. Konflikten inleddes natten mot den 5 februari 1971 med att tågtrafiken ute på Sveriges järnvägar stoppades, då omkring 3 000 akademiker som var med i Sveriges akademikers centralorganisation (Saco) och omkring 1 000 medlemmar i Statstjänstemännens riksförbund (SR) gick ut i strejk.

## Förlopp
Den 7 februari 1971 utbröt en stor rusch till flygplanen, dit tågresenärer nu hänvisats. Omkring 4 000 människor ringde till Linjeflygs bokningscentral i Stockholm, och trots 15 extraflygplan från Stockholm räckte inte personal och resurser.
Den 8 februari 1971 beslutade Sveriges regering efter överläggningar med ÖB och Värnpliktsverket att ställa in den svenska militärens vintermanöver i olika delar av Sverige för omkring 20 000 anställda på grund av tågstrejken, och risken för en officersstrejk. Däremot fick de omkring 1 400 värnpliktiga officerare och underofficerare, liksom övrigt befäl, som ryckte in den 8 februari 1971 eller skulle inställa sig senare samma vecka, fullfölja.
Den 15 februari 1971 gick omkring 450 tandläkare i Sverige ut i strejk, och all verksamhet vid folktandvården i Örebro län, Norrbottens län, Östergötlands län och Gävleborgs län upphörde, förutom käkskador och trafikolycksfall, medan Eastmaninstitutet i Stockholm stängde.
Den 19 februari 1971 ställdes undervisningen in vid alla gymnasier, fackskolor och högstadier in, och 700 000 elever ställdes utan undervisning då 25 000 SACO-lärare lockoutades från klassrumen av svenska staten. Totalt omfattades 28 000 SACO-anslutna lärare och statstjänstemän samt 2 500 medlemmar i Statstjänstemännens Riksförbund. Skolöverstyrelsen uppmanade eleverna att ändå gå till skolan som vanligt.
Statens avtalsverk utlöste storlockouten då statstjänstemänsnämnden med 7-1 röstade för lärarlockout, som man inte menade anses vara farlig för det svenska samhället.
Karl-Lennart Uggla, chef för Statens avtalsverk, menade att lockoutens enda syfte var att få slut på punktstrejkerna.
Många elever ställde upp, bland annat hölls ett konfliktmöte på Södra Latin i Stockholm. Barnavårdsnämnderna laddade upp ungdomsgård för att kunna ta emot de tonåringar som inte valde att gå till skolan, och på fritidsavdelningen i Stockholm var man redo att låta specialinstruktörer rycka ut till ungdomsgårdarna, och ett lager av filmer fanns i ordning.
Totalt var nu 40 000 SACO-medlemmar inblandade i konflikten, och man beräknades kunna hålla ut fram till 1 mars 1971, medan Statstjänstemännens Riksförbund hade 3 500 medlemmar indragna.
Natten till den 20 februari 1971 tog SACO ut 190 av sina 300 lotsar i strejk, som svar på lockouten. Nästan hälften av den svenska sjöfarten längs med Sveriges kuster kom i kläm, enligt Svenska Lotsförbundets ordförande Anders Bagge.
Den 9 mars 1971 stoppade Sveriges regering konflikten genom att frysa alla strejker och lockouter under sex veckor, fram till 25 april 1971, för att ge medlarna tillfälle att få fram avtal för hela den svenska arbetsmarknaden.
Den 11 mars 1971 antog Sveriges riksdag en tjänstepliktslag, föreslagen föregående dag, som tvingade tillbaka de inblandade till jobbet igen. Annars hade den varslade officerslockouten börjat vid midnatt.
Den 13 mars 1971 kom några fjärrtåg igång, bland annat nattågen, och första tåg som lämnade Stockholms centralstation var Nordpilen klockan 16. 25. Dagen därpå rullade samtliga persontåg återigen enligt tidtabellen, och pendeltågstrafiken kom igång igen.
Den 15 mars rullade även godståg som vanligt.
Totalt ansågs konflikten kosta 220 miljoner SEK per vecka, lågt räknat, och utbildningslockouten svara för en samhällsförlust på 120 miljoner SEK.